# 3 MC's al cubo
3 MC's al cubo è l'unico album in studio del gruppo musicale italiano Sacre Scuole, pubblicato nel 1999 per la Funk-U-Low.

## Antefatti e pubblicazione
Il gruppo era composto da Dargen D'Amico, Jake La Furia (aka Fame) e da Gué Pequeno (aka Il Guercio). Il disco, i cui produttori esecutivi sono stati Chief e Solo Zippo (i quali collaborarono anche alla traccia di chiusura Chiamati in causa tribunale), contiene testi che coprono una produzione lirica di due anni da parte degli MC e collaborazioni varie con alcuni artisti provenienti dalla scena rap milanese di quegli anni. L'album è contraddistinto da testi particolarmente elaborati sotto l'aspetto tecnico, cosa che fece notare subito al pubblico dell'underground milanese le capacità del gruppo.
I contrasti tra Dargen D'Amico e Jake La Furia porteranno nel 2001 allo scioglimento del gruppo. Quest'ultimo e Gué Pequeno, insieme al produttore Don Joe, fonderanno i Club Dogo, realizzando Mi fist (su cui compare una collaborazione con lo stesso Dargen D'Amico nel brano Tana 2000) e continuando poi con questa formazione a realizzare altri album mentre Dargen D'Amico tenterà la strada solista donando al pubblico dischi realizzati andando oltre i consueti canoni prettamente rap.
Il brano Tempo critico, prodotto da Steve Dub e Kaneda, presenta un campionamento non autorizzato del singolo Africa dei Toto pubblicato nel 1982. 
Il disco, come riportato all'interno del CD, è dedicato alla memoria di SAWO: 
(R.I.P. Il ricordo dei guerrieri non muore mai).»

L'introduzione Apocalisse ora riprende l'inizio della sigla del noto Anime Ken il guerriero. Sono comunque vari i riferimenti e le citazioni riguardanti l'universo di Kenshiro: 
(Anime di Ken il guerriero)
Registrato, mixato e masterizzato al TiTrattoMeglio Studio Milano, il disco venne pubblicato in edizione limitata a 999 copie.  

## Tracce
1. Intro - Apocalisse ora – 1:00
2. Sul filo del rasoio – 5:41
3. Cronache di regime (Cospirazioni) – 1:22
4. Le parole non dette (feat. Irene Lamedica) – 4:07
5. Salvation Army Pt. 1 – 1:25
6. Tempo critico (feat. DJ Zak) – 5:08
7. La furia – 1:16
8. Nell'aria (Skit) (feat. Irene Lamedica) – 1:22
9. Chiamati in causa tribunale (feat. Chief & Solo Zippo) – 6:34

## Formazione
Gruppo
- Corvo D'Argento – voce
- Fame – voce
- Il Guercio – voce

Altri musicisti
- Irene Lamedica – voce aggiuntiva (tracce 4 e 8)
- DJ Zak – strumentazione aggiuntiva (traccia 6)
- Chief – voce aggiuntiva (traccia 9)
- Solo Zippo – voce aggiuntiva (traccia 9)

Produzione
- Don Joe – produzione (tracce 1 e 3)
- Caneda – produzione (tracce 2, 6, 7 e 9)
- Tawa – produzione (traccia 5)
- Corvo D'Argento – produzione (traccia 5)
- Steve Dub – produzione (tracce 4 e 6)